# TV-året 1978

## Händelser

### Februari
- 11 februari - Björn Skifs vinner Melodifestivalen 1978 med låten Det blir alltid värre framåt natten.

### Maj
- 24 maj - Sveriges riksdag beslutar att Sveriges Radio från 1 juli 1979 ska omorganiseras så att TV-verksamheten samlas i ett särskilt dotterbolag, Sveriges Television.[1]

### Juni
- 15 juni - SR utser cheferna för sin Sveriges Radio-TV-organisation.[1]

### Juli
- 1 juli - TV-licensen i Sverige höjs med 60 kronor till 340 kronor/år. Den extra avgiften för färg-TV höjs med 20 kronor till 140 kronor/år.

### Okänt datum
- UR bildas som ett dotterbolag i SR-koncernen.[2]

## TV-program

### Sveriges Radio-TV
- 1 januari - Lars Berghagen Show, krogshow med Lasse Berghagen och sånggruppen Pastellerna.
- 2 januari - Det låter som en saga, TV-pjäs av Kjell Grede med bland andra Eva Rydberg, Jan Bergquist, Emma Idén och Ernst Günther.
- 5 januari - Premiär för TV-serien Makten och härligheten (Captains and the Kings) med Richard Jordan, Joanna Pettet, med flera.
- 6 januari - Sånglustspelet Fantastiska pappa från Fredriksdalsteatern med bland andra Nils Poppe, Berit Carlberg och Gunilla Poppe.
- 10 januari - Bevisbördan, psykologisk thriller i tre avsnitt med bland andra Roland Hedlund, Lotta Ramel och Åke Fridell.
- 21 januari - Ny säsong av Tekniskt magasin med Erik Bergsten.
- 23 januari - En ny omgång av Sveriges Magasin. Tommy Körberg är säsongens första gästartist.
- 25 januari - Premiär för Grabbarna i 57:an eller Musikaliska gänget, ett folklustspel i sex delar med bland andra Arne Källerud, Inga Gill och Sune Mangs.
- 5 februari - Svensk premiär för Mupparna (The Muppet Show), del 1 av 12.
- 9 februari - De vita bussarna, dokumentär om Röda Korsets hjälpaktioner under andra världskriget.
- 12 februari - Premiär för komediserien Skyll inte på mig med Magnus Härenstam och Brasse Brännström.
- 14 februari - Premiär för London tillhör mig, engelsk dramaserie i sju avsnitt.
- 20 februari - TV-pjäsen Bröllopsfesten med Allan Edwall, Meta Velander, Marianne Stjernqvist, med flera.
- 27 februari - TV-pjäsen Stulet nyår med Mai Zetterling, Stefan Ekman, med flera.
- 1 mars - Hundsverige, en programserie om hundar av Christoffer Barnekow och Ingvar Ernblad. Del 1 av 5.
- 8 mars - TV-pjäsen Sanna kvinnor med bland andra Gunn Wållgren, Torsten Lilliecrona och Lena Granhagen.
- 8 mars - Dummare än tåget, om Statens Järnvägar och nedläggningspolitiken.
- 11 mars - Wesenlund i närbild, ett program om komikern Rolv Wesenlund.
- 15 mars - Premiär för bilprogrammet Trafikmagasinet.
- 17 mars - Operetten Le Périchole, inspelad på Södra Teatern i Stockholm. I rollerna bland andra Elisabeth Söderström, Hans Alfredson och Jonny Blanc.
- 25 mars - En ny omgång av Korsnäsgården, naturprogram med Nils Linnman.
- 31 mars - Premiär för Tillfälligt avbrott, underhållningsserie med Monica Dominique, Magnus Härenstam, Bert-Åke Varg, med flera.
- 8 april - Lördagsblandning, underhållningsserie med Janne Carlsson, Gunilla Åkesson och gäster. Premiärgäster är Eva Rydberg och Lasse Kühler.
- 10 april - Fusket, TV-film av Per Gunnar Evander med bland andra Anders Ek och Hans Alfredson.
- 11 april - Start för en ny säsong av dramaserien Onedinlinjen.
- 15 april - Premiär för Hem ljuva hem, familjekomedi med Sven Lindberg, Meg Westergren, Siv Ericks, med flera. Del 1 av 6.
- 16 april - Start för en ny omgång av frågetävlingen Vem vet var? med Pekka Langer och Carl-Uno Sjöblom.
- 26 april - Stig Dagermans pjäs Streber med Tommy Johnson, John Harryson, Niels Dybeck, Mona Malm, med flera.
- 1 maj - TV-pjäsen Det är din boll, Jim med Ingvar Kjellson, Marianne Stjernqvist, Arne Källerud, med flera.
- 15 maj - Hr Ehrenmark i London, ett TV-kåseri med Torsten Ehrenmark.
- 17 maj - Premiär för komediserien Hur bär du dig åt, människa?! med Lasse Åberg. Del 1 av 5.
- 19 maj - Start för den amerikanska kriminalserien Kingston.
- 22 juni - Toots Thielemans, en konsert från Montmartre i Köpenhamn med Toots Thielemans.
- 27 juni - Premiär för Mitt Sommar-Sverige, underhållning från Stadshotellet i Karlstad med Per Eric Nordquist och gäster.
- 28 juni - Premiär för Larmet går, amerikansk dramaserie i sex avsnitt.
- 5 juli - Första delen av Dygnet runt, dramaserie av Bo Sigvard Nilsson med bland andra Örjan Ramberg, Nina Gunke och Micha Gabay.
- 14 juli - En ny omgång av Oss emellan, dansk-svensk underhållning med Lasse Holmqvist, Ulla Jessen och gästartister.
- 22 juli - Lasse Tennander - Sex låtar, musik och lätt satir med Lasse Tennander.
- 25 juli - Start för Logdans, sommarglada toner från Evertsberg med Älvdalens spelmän. Programledare: Bengt "Polo" Johanson. Del 1 av 4.
- 5 augusti - Innan startskottet går, samnordisk underhållning från Göteborgs hamn med Arve Opsahl, Carl-Gustaf Lindstedt, Anna Sundqvist, med flera.
- 6 augusti - Seglande skepp, reportage från Sail Training Race.
- 11 augusti - Nationalpark till salu, ett program om Stora Sjöfallets nationalpark i Norge.
- 26 augusti - Nordshow, festligheter från Momarkedet i Oslo med bland andra Julie Andrews, Roland Cedermark och Eddie Skoller.
- 30 augusti - Kvinnoborgen, TV-pjäs med bland andra Inga Gill, Evabritt Strandberg och Linda Krüger.
- 4 september - Start för en ny säsong av Sant och sånt med Staffan Ling och Bengt Andersson.
- 6 september - Start för Strandfyndet, kriminalserie i sex avsnitt av Leif Panduro med bland andra Per Myrberg, Frej Lindqvist och Gunn Wållgren.
- 12 september - Start för 10 nya avsnitt av den engelska dramaserien Onedinlinjen.
- 14 september - Premiär för Sjunde avenyn, amerikansk dramaserie i fem delar.
- 16 september - Premiär för Låteri, musikalisk frågelek med Arne Weise och gästartister.
- 16 september - Svensk premiär för Familjen Macahan (How the West Was Won).
- 1 oktober - Säsongsstart för På äldre dar, programmet för vuxet folk med My Persson.
- 6 oktober - Jerry Williams Show, underhållning i fyra avsnitt med Jerry Williams och gästartister.
- 11 oktober - En ny omgång av komediserien Albert & Herbert med Sten-Åke Cederhök och Tomas von Brömssen.
- 16 oktober - Premiär för PROGRAMett, magasin med Karin Falck.
- 23 oktober – TV-serien Hedebyborna, efter Sven Delblancs romansvit börjar sändas i Sveriges Radio-TV [3] med Allan Svensson, Nina Gunke, Ingvar Hirdwall, Tor Isedal, Ingvar Kjellson, Kent Andersson, Lena Brogren, med flera.
- 27 oktober - Start för en ny omgång av Nygammalt, underhållning med Bosse Larsson, Bröderna Lindqvist och gästartister.
- 29 oktober - Svensk premiär för Lödder, amerikansk komediserie i 13 avsnitt.
- 15 november - Restaurangen, en pjäs av Kjell Sundvall med Arja Saijonmaa, Tommy Johnson, Axel Düberg, med flera.
- 22 november - Rädda jobben - på sista varvet, dokumentär om Arendalsvarvet i Göteborg.
- 23 november - TV-pjäsen Danmarksresan med Gösta Bredefeldt och Solveig Ternström.
- 1 december - Årets julkalender är Julius Julskötare[4] med Björn Skifs.
- 1 december - Premiär för Party hos Parnevik, underhållningsserie i sex avsnitt med Bosse Parnevik och gästartister.
- 9 december - Premiär för ungdomsserien Peters baby med Peter Malmsjö, Linda Krüger, Monica Zetterlund, med flera.
- 16 december - Helg med bälg, dragspelsfest med bland andra Roland Cedermark, Anders Fugelstad, Ewa Roos.
- 25 december - Start för Julkul med Staffan & Bengt, jullovsmorgon med Staffan Ling och Bengt Andersson.
- 31 december - Cornelis och Tre Damer, krogshow från Bacchi Wapen med Cornelis Vreeswijk och sånggruppen Tre Damer.

## Födda
- 30 januari - Daniel Lindström, svensk sångare, vinnare av dokusåpan Idol 2004.
- 24 november - Vanessa Incontrada, italiensk-spansk fotomodell, skådespelare och TV-programledare.

## Avlidna
- 5 oktober – May Warden, 87, brittisk skådespelare (Grevinnan och betjänten).
- 19 december – Ulf Thorén, 49, svensk journalist och programledare (Hvar fjortonde dag).

### Fotnoter
1. 1 2   Horisont 1978. Bertmarks
2. ↑  20:e århundrades När Var Hur - Etermedier, Bernt Himmelstedt, Forum, 1999
3. ↑  20:e århundrades När Var Hur - 1978, Bernt Himmelstedt, Forum, 1999
4. ↑  ”Jultradition”. Arkiverad från originalet den 25 april 2012. https://web.archive.org/web/20120425112719/http://www.jultradition.se/tv.htm. Läst 26 mars 2011.